# Шлезвиг-Гольштейн-Зондербург-Францхаген
Род Шлезвиг-Гольштейн-Зондербург-Францхаген (нем. Schleswig-Holstein-Sonderburg-Franzhagen) — недолговечное название главной линии герцогского дома Шлезвиг-Гольштейн-Зондербург, которое использовалось после его банкротства в 1667 году. Название происходит от замка Францхаген в Шулендорфе в герцогстве Саксен-Лауэнбург. Замок унаследовала Элеонора Шарлотта Саксен-Лауэнбург-Францхагенская, которая заключила брак с бывшим герцогом Кристианом Адольфом I. После разорения у Зондербургов во владении остался лишь замок Францхаген, да и тот был снесён в 1716 году.

## Список герцогов
| Период    | Имя                                                                 | Примечания |
| --------- | ------------------------------------------------------------------- | --- |
| 1676-1702 | Кристиан Адольф I (1641-1702)                                       | Бывший герцог Шлезвиг-Гольштейн-Зондербург был объявлен банкротом в 1667 году, а его резиденция в Зондербурге перешла к датской короне. В 1676 году он женился на Элеоноре Шарлотте Саксен-Лауэнбург-Францхагенской. |
| 1702-1707 | Кристиан Леопольд                                                   | Сын Кристиана Адольфа I, морганатически женился на Анне-Софии Сегельке, поэтому дети не могли наследовать его титул.                                                                                                 |
| 1707-1708 | Людвиг-Карл Шлезвиг-Гольштейн-Зондербург-Францхагенский (1684-1708) | Брат Кристиана Леопольда, морганатически женился на Анне-Барбаре-Доротее фон Винтерфельд. Их дети смогли унаследовать замок.                                                                                         |
| 1708-1709 | Кристиан Адольф II                                                  | Несовершеннолетний сын и наследник Луи Шарля. С его смертью линия вымерла. |

С 1702 года во Францхагене фактически распоряжалась вдова Кристиана Адольфа I, поскольку их сыновья женились ниже своего положения. Вдове Людвига-Карла принадлежал только дом в Билльвердере.